# Усть-Заостровська
Усть-Заостровська (рос. Усть-Заостровская) — присілок в Приморському районі Архангельської області Російської Федерації.
Населення становить 22 особи. Входить до складу муніципального утворення Заостровське поселення.

## Історія
Від 2004 року входить до складу муніципального утворення Заостровське поселення.

## Населення
| 2002 | 2010 | 2012 |
| ---- | ---- | ---- |
| 17   | ↗28  | ↘22  |